# Ɛ̰
Cette page contient des caractères spéciaux ou non latins. S’ils s’affichent mal (▯, ?, etc.), consultez la page d’aide Unicode.
Ɛ̰ (minuscule : ɛ̰), appelé epsilon tilde souscrit, est un graphème utilisé dans l’écriture du mbelime et du nateni.
Il s’agit de la lettre epsilon diacritée d’un tilde souscrit.

## Représentations informatiques
L’epsilon tilde souscrit peut être représenté avec les caractères Unicode suivants :
- décomposé (latin étendu B, Alphabet phonétique international, diacritiques)[1],[2],[3] :

| formes    | représentations | chaînes de caractères | points de code | descriptions                                                |
| --------- | --------------- | --------------------- | -------------- | ----------------------------------------------------------- |
| capitale  | Ɛ̰               | Ɛ◌̰                    | U+0190 U+0330  | lettre majuscule latine e ouvert diacritique tilde souscrit |
| minuscule | ɛ̰               | ɛ◌̰                    | U+025B U+0330  | lettre minuscule latine epsilon diacritique tilde souscrit  |